# Чокей Німа
Чокей Німа (нар. 10 жовтня 1975) — бутанський футболіст та тренер.

## Кар'єра гравця
Виступав на батьківщині, грав за збірну Бутану, до складу якої викликався протягом 12 років.

## Кар'єра тренера
Чокі Німа очолював збірну Бутану в першому раунді кваліфікацій зони АФК кваліфікації чемпіонату світу 2018 року. Бутану довелося зустрітися в двоматчевому протистоянні зі Шрі-Ланкою за право виходу до другого раунду. Бутанці під керівництвом Німи здобули перемогу в обох матчах. Проте вже в другому раунді команду не тренував, оскільки в поєдинках зі Шрі-Ланкою був лише виконувачем обов'язків головного тренера. На цій посаді Чокея замінив японський фахівець Цукітате Норіо.

## Статистика

### Як тренера
Станом на 12 березня 2015.
| Нац.    | Команда | з             | по            | Досягнення | Досягнення | Досягнення | Досягнення | Досягнення |
| Нац.    | Команда | з             | по            | Ігри       | Перемоги   | Нічиї      | Поразки    | % Перемог  |
| ------- | ------- | ------------- | ------------- | ---------- | ---------- | ---------- | ---------- | ---------- |
| Бутан   | Бутан   | березень 2015 | березень 2015 | 2          | 2          | 0          | 0          | 100,000    |
| Загалом | Загалом | Загалом       | Загалом       | 2          | 2          | 0          | 0          | 100,00     |